# Pedro Folch de Cardona y Villena
Pedro de Cardona ou Pedro Folch de Cardona y Villena († 1450) de la maison Folch de Cardona fut comte de Collesano (it) et nommé chevalier de l'ordre de la Toison d'Or.

## Biographie
Pedro de Cardona était le fils d'Antonio de Cardona, comte de Caltabellotta et vice-roi de Sicile (1416-1421), et de Leonor Manoel de Vilhena (Manuel de Villena) ; Il était originaire du royaume d'Aragon ; ses parents étaient venus dans le sud de l'Italie à l'occasion de la conquête espagnole.
Il reçut le comté de Collesano en Sicile en 1444 pour ses services (et ceux de son père) auprès du roi. Son frère Alphonse avait déjà reçu le comté de Reggio de Calabre en 1439 pour ses services dans la conquête de Naples.
Pedro de Cardona fut admis dans l'Ordre de la Toison d'Or en 1451. Le but de cette nomination était l'intention du duc Philippe le Bon de Bourgogne d'organiser une croisade. Afin d'obtenir le soutien du roi Alfonse V d'Aragon, qui était également roi de Sicile, pour cette entreprise, il l'intronisa en 1445 et six ans plus tard, deux de ses plus importants conseillers - Pedro de Cardona était chambellan et comme Magister Justiciarius de Sicile (Justiciar) – est entré dans l'ordre (l'autre était Juan de Guevara, Comte d'Ariano).
Lorsque la chaîne de médailles de Cardona fut apportée en Sicile par Jean le Fèvre, seigneur de Saint-Rémy, en tant que roi d'armes, ainsi que par les chevaliers Jacques de Lalaing et Jean II de Croÿ, les émissaires du duc découvrirent que Pedro de Cardona était déjà mort; il n'a jamais pu porter la chaîne de l'ordre.

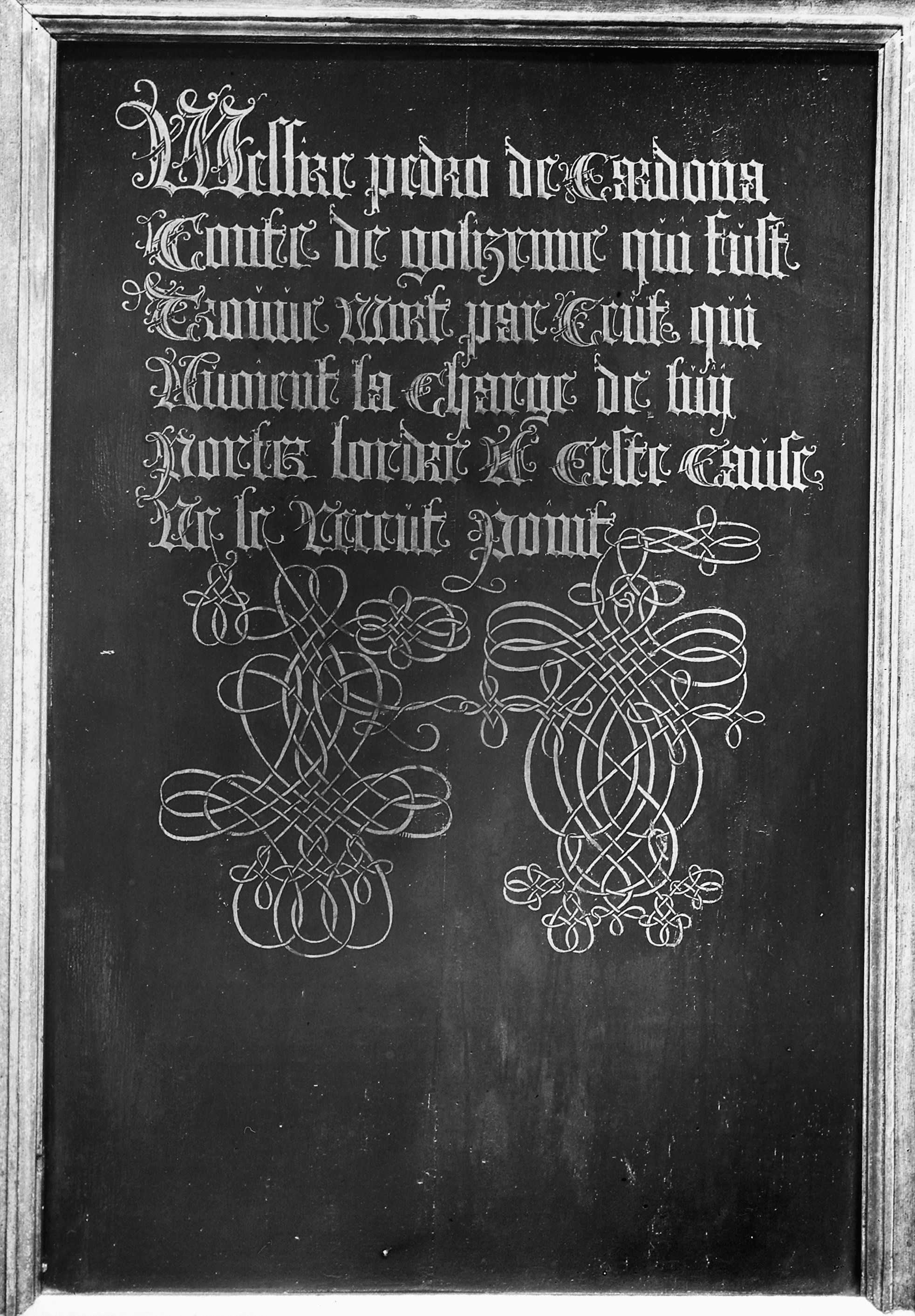
Panneau dans la Grande Eglise de La Haye.
Blason de Pedro de Carbona.
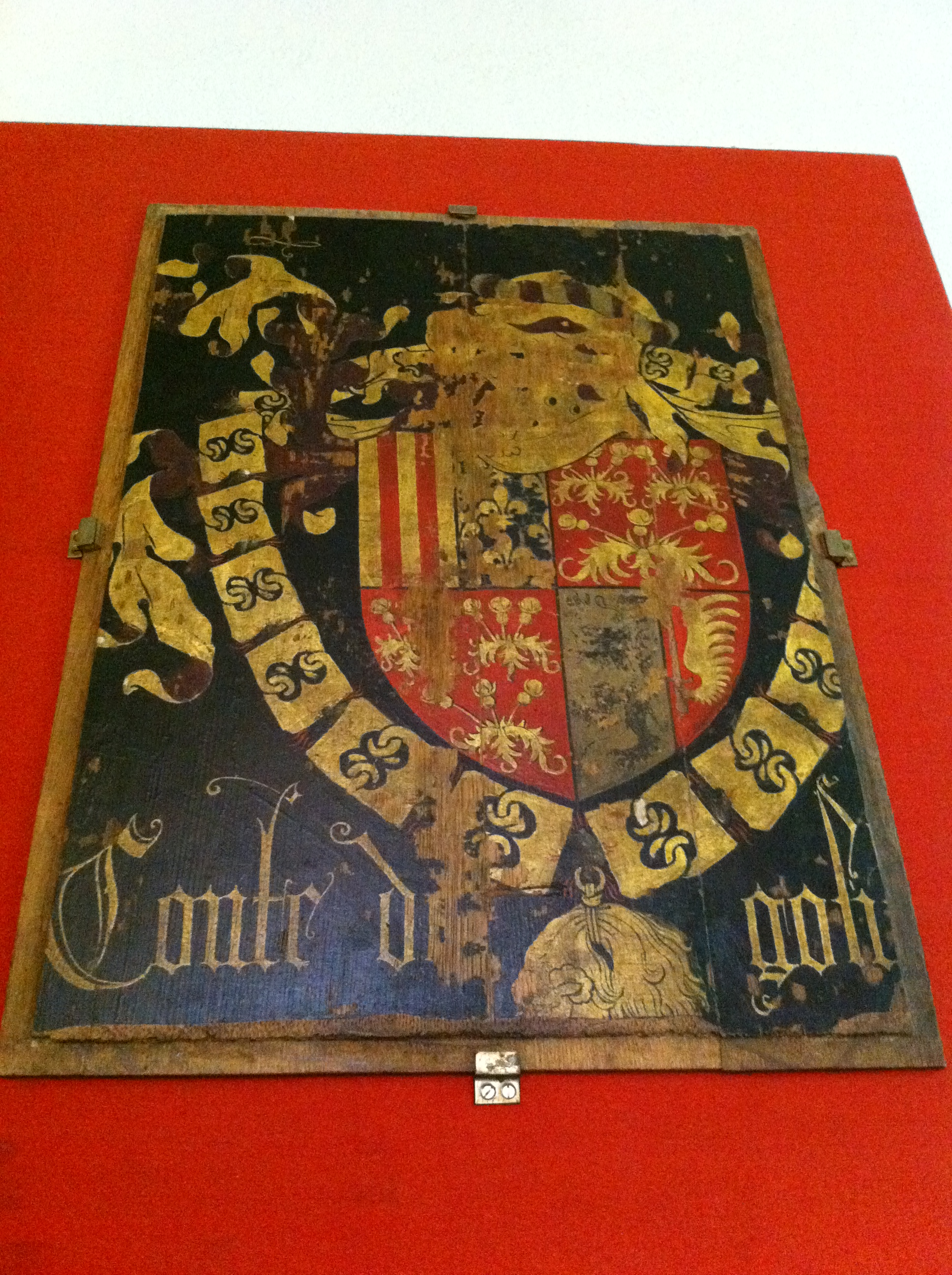
Armes de Pierre de Cardone, comte de Golisano (vers 1460) des collections du Musée des Beaux-Arts de Dijon.

## Mariage et descendance
L'épouse de Pedro de Cardona est inconnue. Il eut un fils, Artale († 1478), qui lui succéda comme 2e comte de Collesano ; il devint Grand Chancelier du royaume de Sicile.

## Sources
- Alan Ryder, El reino de Nápoles en época de Alfonso el Magnánimo, Valence 1987, pp. 73–81.